# Dreptul concurenței (Uniunea Europeană)

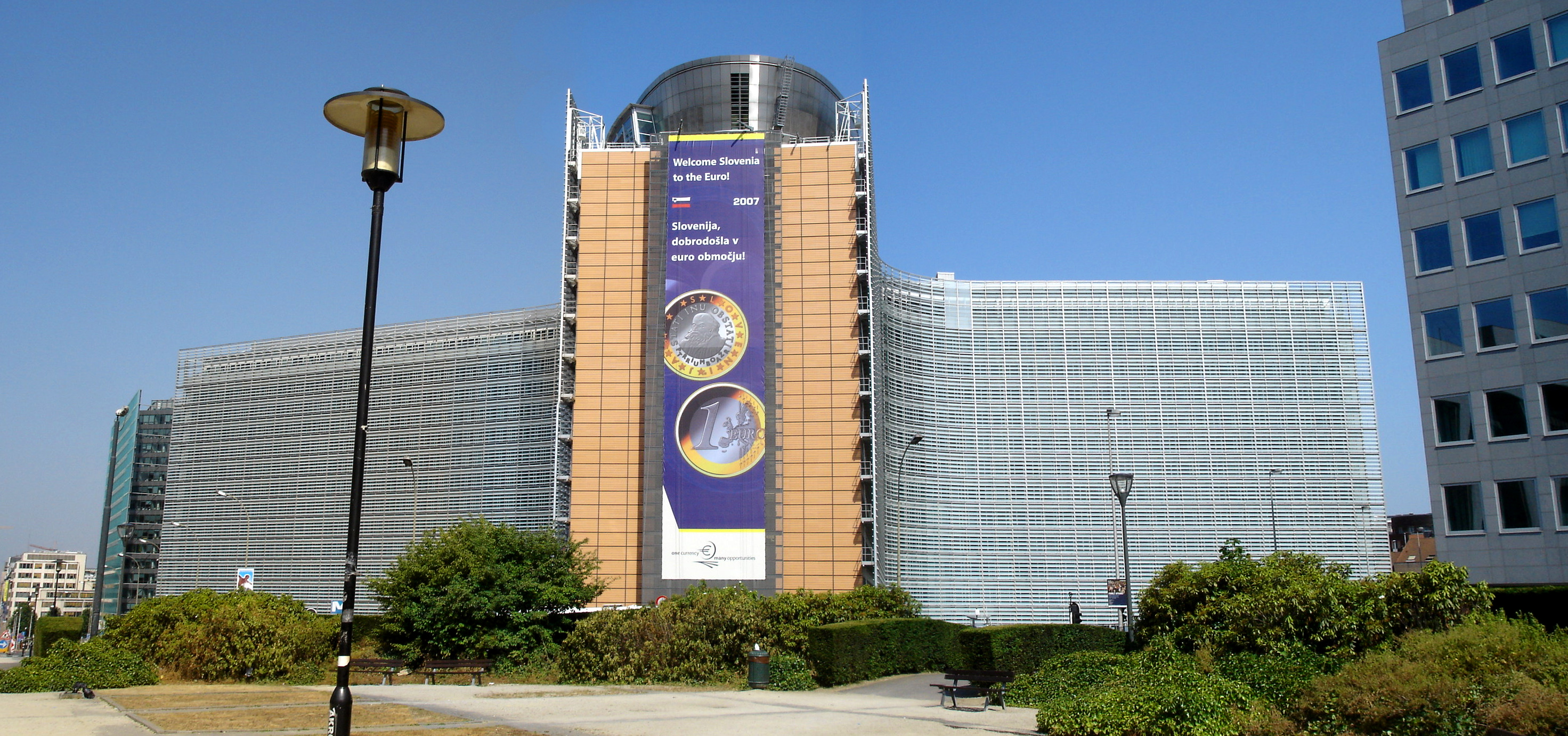
Împreună cu serviciile publice, economia de piață a Uniunii Europene, pe care legea concurenței își propune să o protejeze de practicile comerciale neloiale și de monopolurile private, a generat 14.303 miliarde EUR în 2013.

În Uniunea Europeană, dreptul concurenței urmărește menținerea unui mediu concurențial în cadrul Pieței Unice Europene prin reglementarea comportamentelor anticoncurențiale ale întreprinderilor, asigurându-se că acestea nu formează carteluri sau abuzează de poziția lor dominantă, prevenind astfel practici care ar putea afecta concurența loială și interesele consumatorilor.
Dreptul european al concurenței de astăzi se bazează în principal pe articolele 101-109 din Tratatul pentru Funcționarea Uniunii Europene (TFUE), precum și pe diverse regulamente și directive relevante. Cele patru domenii principale de reglementare sunt:
- Cartelurile și alte practici anticoncurențiale, inclusiv coluziunea, reglementate de articolul 101 din TFUE.
- Abuzul de poziție dominantă pe piață și prevenirea constituirii de monopoluri, reglementate de articolul 102 din TFUE.
- Fuziuni și achiziții, inclusiv controlul fuziunilor, achizițiilor și al altor operațiuni de concentrare economică care implică întreprinderi cu o cifră de afaceri semnificativă în Uniunea Europeană, conform Regulamentului (CE) nr. 139/2004 privind controlul concentrațiilor economice.[1]
- Ajutoare de stat, inclusiv controlul ajutoarelor directe și indirecte acordate de statele membre întreprinderilor, reglementat de articolul 107 din TFUE și de Regulamentul (UE) nr. 651/2014 privind ajutoarele de minimis și alte norme relevante.

Autoritatea principală responsabilă pentru aplicarea dreptului concurenței în Uniunea Europeană este Comisia Europeană, prin Direcția Generală Concurență. Totuși, în anumite sectoare, precum agricultura, gestionarea ajutoarelor de stat este coordonată de alte direcții generale. Comisia Europeană are competența de a dispune recuperarea ajutoarelor de stat acordate în mod necorespunzător, cum a fost cazul Malev Hungarian Airlines în 2012. Printre principalele cauze judecate de Curtea de Justiție a Uniunii Europene în domeniul dreptului concurenței se numără cazurile Consten & Grundig împotriva Comisiei Europene și United Brands împotriva Comisiei Europene.